# Nantapol Supathai
Nantapol Supathai (thailändisch นันทพล ศุภไทย, * 9. Januar 1982 in Chonburi) ist ein thailändischer Fußballspieler.

## Karriere
Nantapol Supathai stand von 2008 bis 2012 beim Sriracha FC unter Vertrag. Der Verein aus Si Racha in der Provinz Chonburi spielte in der zweiten Liga des Landes, der Thai Premier League Division 1. Ende 2008 wurde er mit dem Klub Vizemeister und stieg in die erste Liga auf. Nach nur einem Jahr stieg man Ende 2009 wieder in die zweite Liga ab. Die Saison 2010 wurde der Klub Meister der zweiten Liga und stieg wieder in die erste Liga auf. Wie auch 2009 musste der Verein nach nur einem Jahr wieder den Weg in die Zweitklassigkeit antreten. 2013 wechselte er zum Erstligaaufsteiger Suphanburi FC nach Suphanburi. Nach einem Spiel in der Thai Premier League wechselte er 2014 zum Ligakonkurrenten Songkhla United nach Songkhla. Ende 2014 musste Songkhla in die zweite Liga absteigen. Nach dem Abstieg verließ er Songkhla und ging nach Sattahip. Hier unterschrieb er einen Einjahresvertrag beim Erstligaaufsteiger Navy FC. Nach Vertragsende bei der Navy ging er ins nahegelegene Rayong, um sich dem Zweitligisten Rayong FC anzuschließen. Der Drittligist Phrae United FC aus Phrae verpflichtete ihn ab der Saison 2018. Mit dem Klub wurde er 2019 Vizemeister der Thai League 3 (Upper Region) und stieg somit in die zweite Liga auf.

## Erfolge
Sriracha FC
- Thai Premier League Division 1: 2008 (Vizemeister)  ▲, 2010  ▲

Phrae United FC
- Thai League 3 – Upper Region: 2019 (Vizemeister)  ▲